# Thunderstruck
«Thunderstruck» (з англ. «Уражений громом») — пісня австралійського хард-рок-гурту AC/DC. Перший трек альбому The Razor's Edge, презентованого у 1990 році. В цьому ж році пісня вийшла синглом в Німеччині, Японії і Австралії. Автори пісні — Ангус Янґ і Малколм Янґ. Композиція отримала успіх серед фанатів гурту і з моменту виходу стала регулярно виконуватись на концертах, а в 1992 році увійшла в концертний альбом AC/DC Live.

## Історія
Згідно з однією з версій, пісня була написана Ангусом Янгом, коли в літак, на борту якого він перебував, вдарила блискавка. Інша теорія говорить про те, що група створила пісню під враженням від побаченого ними танка M1A1 Abrams під час військових навчань.
Відеокліп до пісні був знятий в Brixton Academy, в Лондоні, 17 серпня 1990 року. Глядачам роздали безкоштовні футболки з написом «AC / DC — I was Thunderstruck» спереду і на спині, і вся присутня аудиторія носила ці футболки протягом зйомок кліпу.
За винятком деякого нового матеріалу, ця пісня є однією з двох (поряд з «For Those About to Rock (We Salute You)»), випущених після альбому Back in Black пісень, які група досі регулярно виконує на концертах.

## Учасники запису
- Браян Джонсон — вокал
- Ангус Янг — соло-гітара
- Малколм Янґ — ритм-гітара, бек-вокал
- Вільямс Кліфф — бас-гітара, бек-вокал
- Кріс Слейд — ударні, перкуссия

## Чарти
| Чарт (1990—2024)                          | Найвища позиція |
| ----------------------------------------- | --------------- |
| Австралія (ARIA)                          | 4               |
| Австрія (Ö3 Austria Top 75)               | 65              |
| Бельгія (Ultratop Flanders)               | 4               |
| Canada Top Singles (RPM)                  | 20              |
| Данія (Tracklisten)                       | 29              |
| Europe (Eurochart Hot 100)                | 33              |
| Finland (Suomen virallinen lista)         | 1               |
| Франція (SNEP)                            | 45              |
| Німеччина (Media Control AG)              | 21              |
| Billboard Global 200                      | 144             |
| Угорщина (Single Top 40)                  | 6               |
| Ірландія (IRMA)                           | 5               |
| Нідерланди (Dutch Top 40)                 | 6               |
| Нідерланди (Mega Single Top 100)          | 3               |
| Нова Зеландія (RIANZ)                     | 3               |
| Іспанія (PROMUSICAE)                      | 3               |
| Швеція (Sverigetopplistan)                | 8               |
| Швейцарія (Media Control AG)              | 22              |
| Велика Британія (Official Charts Company) | 13              |
| США (Digital Songs) (Billboard)           | 16              |
| США (Mainstream Rock) (Billboard)         | 5               |
| US Rock Digital Songs (Billboard)         | 4               |

| Чарт (1990)                  | Позиція |
| ---------------------------- | ------- |
| Australia (ARIA)             | 43      |
| Netherlands (Dutch Top 40)   | 45      |
| Netherlands (Single Top 100) | 47      |

| Чарт (1991)                      | Позиція |
| -------------------------------- | ------- |
| Belgium (Ultratop 50 Flanders)   | 85      |
| Germany (Official German Charts) | 49      |

| Чарт (2017)             | Позиція |
| ----------------------- | ------- |
| Hungary (Single Top 40) | 87      |

| Чарт (2018)             | Позиція |
| ----------------------- | ------- |
| Hungary (Single Top 40) | 98      |

| Чарт (2019)             | Позиція |
| ----------------------- | ------- |
| Hungary (Single Top 40) | 55      |

| Чарт (2020)             | Позиція |
| ----------------------- | ------- |
| Hungary (Single Top 40) | 51      |

| Чарт (2021)             | Позиція |
| ----------------------- | ------- |
| Global 200 (Billboard)  | 194     |
| Hungary (Single Top 40) | 54      |

| Чарт (2022)             | Позиція |
| ----------------------- | ------- |
| Global 200 (Billboard)  | 148     |
| Hungary (Single Top 40) | 45      |

## Сертифікації
| Регіон | Сертифікація   | Продажі    |
| --- | -------------- | ---------- |
| Австралія (ARIA)                                                                                           | 10× Платиновий | 700 000    |
| Бразилія (ABPD)                                                                                            | Платиновий     | 60 000     |
| Данія (IFPI Denmark)                                                                                       | 2× Платиновий  | 180 000    |
| Німеччина (BVMI)                                                                                           | Платиновий     | 500 000    |
| Італія (FIMI)                                                                                              | 3× Платиновий  | 300 000    |
| Мексика (AMPROFON)                                                                                         | 3×             | 0          |
| Португалія (AFP)                                                                                           | Платиновий     | 40 000     |
| Іспанія (PROMUSICAE)                                                                                       | 3× Платиновий  | 180 000    |
| Велика Британія (BPI)                                                                                      | 3× Платиновий  | 1 800 000  |
| США (RIAA)                                                                                                 | Діамантовий    | 10 000 000 |
| Рінгтони                                                                                                   |                |            |
| Канада (Music Canada)                                                                                      | Платиновий     | 40 000*    |
| США (RIAA)                                                                                                 | Платиновий     | 1,798,000  |
| *продажі, що базуються лише на сертифікаціях · продажі+прослуховування, що базуються лише на сертифікаціях |                |            |